# Придорожное (Тамбовский район)
В Амурской области в Ромненском районе тоже есть село Придорожное.
Придоро́жное — село в Тамбовском районе Амурской области, Россия. Входит в Тамбовский сельсовет.

## География
Село Придорожное находится в 10 км к востоку от районного центра села Тамбовка, стоит на автодороге областного значения Тамбовка — Завитинск (Райчихинск).
От села Придорожное на юг идёт дорога к селу Привольное.

## Население
| 2002 | 2010 | 2012 | 2013 | 2014 | 2015 | 2016 |
| ---- | ---- | ---- | ---- | ---- | ---- | ---- |
| 646  | ↘568 | →568 | ↘546 | ↗554 | →554 | ↘538 |
| 2017 | 2018 |      |      |      |      |      |
| ↘528 | ↘523 |      |      |      |      |      |

## Инфраструктура
Сельскохозяйственные предприятия Тамбовского района.